# Commission supérieure technique de l'image et du son
Pour les articles homonymes, voir CST.
La Commission supérieure technique de l'image et du son (CST) est la première association de techniciens du cinéma et de l’audiovisuel française.   

## Historique
Fondée en 1944, elle promeut la qualité du geste du technicien et la qualité de la restitution de l’œuvre pour le spectateur.
La CST est une organisation principalement financée par le CNC.

## Fonction
Son activité se décline autour de ses trois missions principales.
Le partage des bonnes pratiques au sein de la profession
Elle réunit les professionnels de tous horizons pour partager les meilleures pratiques. L’ensemble des aspects techniques, les compétences et l’évolution des métiers des techniciens sont débattus au sein de huit Départements : 
- Production-Réalisation
- Image
- Son
- Postproduction
- Diffusion-Distribution-Exploitation
- Costumes, Décors & Accessoires
- Immersion & Temps-Réel
- Broadcast

Les réflexions au sein de ces départements mènent à la rédaction de recommandations techniques et contribuent ainsi à l’évolution de la normalisation sur le plan national ou international.
L’accompagnement technique des professionnels[Quoi ?]
Une équipe de permanents est présente pour accompagner les professionnels dans la mise en œuvre des meilleures pratiques. Elle conseille particulièrement les exploitants de salles de cinéma afin de leur permettre d’offrir la meilleure expérience possible à leurs spectateurs. Elle fait bénéficier de son expertise le Festival de Cannes ainsi que d’autres évènements et festivals de films
La Maison des associations du cinéma et de l’audiovisuel
Aujourd’hui, les principales associations professionnelles des secteurs de l’audiovisuel et du cinéma sont membres de la CST. C’est avant tout un lieu d’échange et de partage d’expérience.

## Partenariat avec le Festival de Cannes
Partenaire historique du Festival de Cannes, qu’elle accompagne depuis 1984, la CST conseille l’ensemble des sélections du Festival ainsi que le Marché du Film dans tous leurs aspects techniques, leur permettant d’offrir une expérience unique aux festivaliers.
La CST encadre ainsi les projections de toutes les sélections du Festival, les projections du Marché du Film, et celles de la semaine de la critique. Elle assure également la validation du réglage et le suivi technique des projections de l’AFCAE et des projections du Marché du Film en ville. La CST assume la coordination de l’ensemble des projectionnistes, ainsi que des équipes techniques du Festival de Cannes et des prestataires extérieurs.

### Prix CST de l'artiste technicien
En 1951, la Commission supérieure technique de l’image et du son crée le Grand Prix technique de la CST décerné au Festival de Cannes. Ce prix est attribué jusqu’en 2001. Il n’y a pas de prix technique en 2002. En 2003, le Président de la CST, Pierre-William Glenn, crée un prix cannois afin de récompenser un technicien : le Prix Vulcain de l’artiste technicien. Il est décerné par un jury désigné par la CST et récompense un technicien (directeur de la photographie, chef décorateur, costumier, monteur, ingénieur du son, mixeur, etc.) pour la qualité de sa contribution à la création d’un film de la compétition officielle du Festival de Cannes. Il fait partie intégrante du palmarès du Festival de Cannes et est remis au lauréat(e) à Paris lors d’une soirée spéciale.   
À l'occasion de la 72e édition du Festival de Cannes, le Prix Vulcain devient le prix CST de l'artiste technicien. 
La CST crée en 2021 le Prix CST de la jeune technicienne de cinéma.

## Présidents de la CST
Source : Procès-verbaux des assemblées générales de la CST depuis 1944.
1. Fred Orain – 1944 à 1974
2. André Coutant – 1974 à 1976
3. Claude Leon – 1976 à 1980
4. Michel Fano – 1981 à 1985
5. Claude Leon – 1986 à 1990
6. Michel Fano – 1990 à 1995
7. René Fauvel – 1995 à 1998
8. Jean-Pierre Neyrac – 1998 à 2000
9. Christian Hugonnet – 2000 à 2001
10. Jean-Pierre Neyrac – 2001 à 2002
11. Pierre-William Glenn – 2002 à 2018
12. Angelo Cosimano - depuis 2018